# Pool (departement)
Pool är ett departement i Kongo-Brazzaville. Det ligger i den södra delen av landet, norr och väster om huvudstaden Brazzaville. Pool gränsar även till departementen Bouenza, Lékoumou och Plateaux. Antalet invånare är 332 934.
Pool delas in i distrikten:
- Boko
- Goma-Tsé-Tsé
- Ignié
- Kimba
- Kindamba
- Kinkala
- Louingui
- Loumo
- Mandza-Ndounga
- Mayama
- Mindouli
- Ngabé
- Vindza

samt städerna:
- Kinkala
- Kintélé